# Corniol

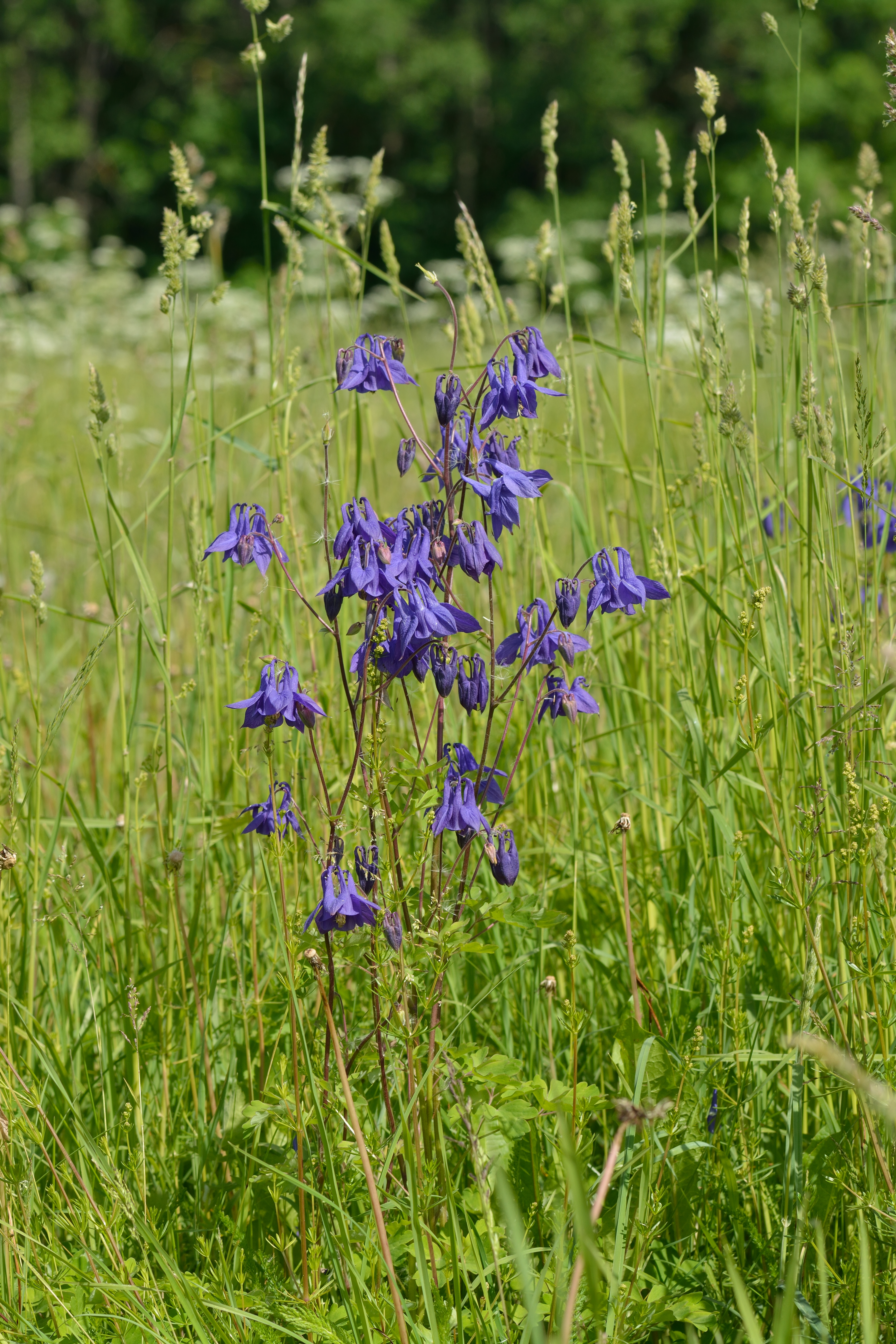
Corniol

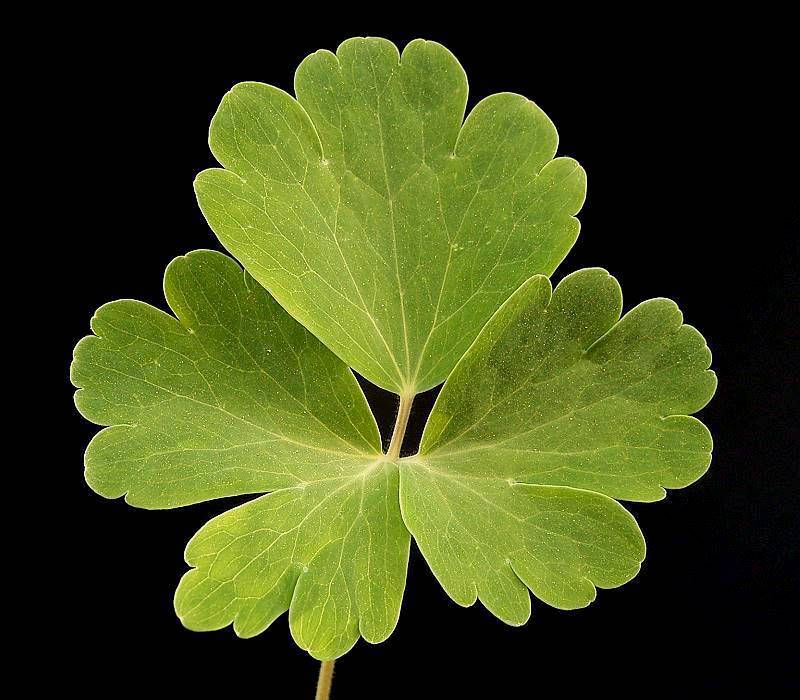
Detall de la fulla

El corniol, campaneta blava, corn, ocellets, passerella o perfetamor (Aquilegia vulgaris), és una espècie de planta amb flors dins la família de les ranunculàcies.
Addicionalment pot rebre els noms d'aguilera, aliguenya, alta-reina, amor perfet, amor perfeta, aquilègia vulgar, aucellets, badola, badoles, bonet blau, bonet de capellà, bonets blaus, bonets de capellà, campanes, campaneta, campaneta doble, campanetes, corniol vulgar, corns, corns blaus, englantina, espenaller, guants de la Mare de Déu, guants de perfet amor, herba de la campana, mantell reial, ocellet, pelicans de camp, quepis de jana i viudes. També s'han recollit les variants lingüístiques ausellets, campanilla de San Antón, perfet amor i quepi de jana.

## Descripció
És una planta herbàcia perenne que arriba a fer 1,2 m d'alt. Tiges primes i piloses i fulles de color verd fosc, les fulles superiors són trilobulades. La tija floral és erecta de 3-6 cm amb diverses flors de color blau violat, de vegades blanques.

## Distribució
És una planta nadiua d'Europa que avui dia també es troba present a zones d'Àsia, Amèrica del Nord, Amèrica del Sud i Austràlia.

## Història
D'aquelegus, 'que pren aigua', o d'aquila, per l'aspecte de les flors. Antigament s'usaven les llavors per a fer perfums pretesament afrodisíacs; les vestals romanes tenien prohibit el contacte amb aquestes plantes. Va ser cultivada als jardins medievals. La Casa de Guisa, a França, va fer aparèixer aquesta flor al seu escut d'armes. Els contrabandistes de Navarra la usaven com a amulet per travessar la frontera.

## Propietats medicinals
A l'antigor s'usava per:
- Contra l'escorbut.
- Estimulador de la gana.
- Diürètic.
- Sudorífica.

### Principis actius
Conté glucòsids que alliberen àcid cianhídric. Altres fonts: aquilegina, glucòsid cianogenètic, emulsina, enzim.

### Indicacions
És antipirètic, astringent, depuratiu, diürètic, diaforètic, urocolític. Externament pot aplicar-se en compreses com antiflogístic, en els casos comuns de dermatosi. S'ha usat en homeopatia per a trastorns nerviosos.
L'enverinament produeix la mort per paràlisi cardíaca o respiratòria. Produeix símptomes com els de l'Aconitum.

### Altres usos
Les seves llavors, moltes i macerades en oli d'oliva, es posen al cap per repel·lir els polls.

## Taxonomia
Aquilegia vulgaris va ser descrita per Carl von Linné i publicat a Species Plantarum 1: 533. 1753. (1 de maig de 1753).
A. vulgaris:
- descrita per Richards. a l'any 1823 a Bot. App., ed. 2: 21. és Aquilegia brevistyla de Hook.[6]
- descrita per Thunb. a l'any 1784 a Fl. Jap. (Thunberg) 232. 1784 és Aquilegia flabellata de Siebold i Zucc.[7]

Etimologia
aquilegia : nom genèric que deriva del llatí aquila = "àguila", en referència a la forma dels pètals de la qual se'n diu que és com l'urpa d'una àguila.
vulgaris: epítet llatí que significa "ordinari, comú"

Varietats
- Aquilegia vulgaris proles aggericola (Jord.) Rouy i Foucaud
- Aquilegia vulgaris proles arbascensis (Timb.-Lagr.) Rouy & Foucaud
- Aquilegia vulgaris proles collina (Jord.) Rouy & Foucaud
- Aquilegia vulgaris proles cyclophylla (Jeanb. & Timb.-Lagr.) Rouy & Foucaud
- Aquilegia vulgaris proles mollis (Jeanb. & Timb.-Lagr.) Rouy & Foucaud
- Aquilegia vulgaris proles nemoralis (Jord.) Rouy & Foucaud
- Aquilegia vulgaris proles praecox (Jord.) Rouy & Foucaud
- Aquilegia vulgaris proles ruscinonensis (Jeanb. & Timb.-Lagr.) Rouy & Foucaud
- Aquilegia vulgaris proles subalpina (Boreau) Rouy & Foucaud
- Aquilegia vulgaris subsp. arbascensis (Timb.-Lagr.) Nyman
- Aquilegia vulgaris L. subsp. vulgaris - Aquesta subespècie rep el nom de campanetes de Santa Teresa i alternativament corn blau, corniol o paperines.[1] (Sinònim: Aquilegia vulgaris subsp. hispanica (Willk.) Heywood)[10]
- Aquilegia vulgaris var. cyclophylla (Jeanb. & Timb.-Lagr.) Gaut.
- Aquilegia vulgaris var. nemoralis (Jord.) P.Fourn.
- Aquilegia vulgaris var. platysepala (Rchb.) Steud.
- Aquilegia vulgaris var. praecox (Jord.) P.Fourn.
- Aquilegia vulgaris var. pratensis Kitt.
- Aquilegia vulgaris var. ruscinonensis (Jeanb. & Timb.-Lagr.) Timb.-Lagr.
- Aquilegia vulgaris var. speciosa W.T.Aiton
- Aquilegia vulgaris var. subalpina (Boreau) Zimmeter
- Aquilina vulgaris (L.) Bubani

Sinònims
| Aquilegia aggericola Jord. Aquilegia arbascensis Timb.-Lagr. Aquilegia collina Jord. Aquilegia cornuta Gilib. nom. invalid. Aquilegia cyclophylla Jeanb. & Timb.-Lagr. Aquilegia glaucophylla Steud. Aquilegia longisepala Zimmeter Aquilegia mollis Jeanb. & Timb.-Lagr. Aquilegia nemoralis Jord. Aquilegia platysepala Rchb. Aquilegia praecox Jord. Aquilegia ruscinonensis Jeanb. & Timb.-Lagr. Aquilegia silvestris Neck. Aquilegia speciosa Timb.-Lagr. Aquilegia subalpina Boreau Aquilegia versicolor Salisb. - Aquilegia asturica Pau - Aquilegia dichroa var. molleriana (Borbás i Freyn) Cout. - Aquilegia dichroa Freyn - Aquilegia hispanica (Willk.) Borbás - Aquilegia nevadensis Boiss. i Reut. in Reut. | - Aquilegia paui Font Quer - Aquilegia platysepala Rchb. - Aquilegia vulgaris raza dichroa (Freyn) Samp. - Aquilegia vulgaris subsp. dichroa (Freyn) T.E.Díaz - Aquilegia vulgaris subsp. nevadensis (Boiss. & Reut.) T.E.Díaz - Aquilegia vulgaris subsp. paui (Font Quer) O.Bolòs i Vigo - Aquilegia vulgaris L. subsp. vulgaris L. - Aquilegia vulgaris var. arbascensis (Timb.-Lagr.) Gürke - Aquilegia vulgaris var. barcinonensis Pau - Aquilegia vulgaris var. gallaecica Pau ex Merino - Aquilegia vulgaris var. hispanica Willk. in Willk. & Lange - Aquilegia vulgaris var. parvula Pau - Aquilegia vulgaris var. praecops (Jord.) K.Richt. & Gürke - Aquilegia vulgaris var. ruscinonensi Timb.-Lagr. - Aquilegia vulgaris var. tejedensis Pau - Aquilegia vulgaris var. turolensis Pau - Aquilegia vulgaris var. viscosa Boiss. - Aquilegia vulgaris var. viscosa Coss. - Aquilegia zapateri Pau |